# Моне, Виктория
Виктория Моне (англ. Victoria Monét McCants ; род. 1 мая 1989, Джорджия) — американская соул-певица, автор. Среди музыкантов, для которых Моне сочиняла песни, такие исполнители как Ариана Гранде, Fifth Harmony, Крис Браун, Nas, T.I., GOOD Music, Лупе Фиаско, Крисетт Мишель, Coco Jones и Diddy Dirty Money. В 2019 году была дважды номинирована на премию Grammy Award в категориях Альбом года за альбом Арианы Гранде Thank U, Next и Запись года за песню «7 Rings».
Моне получила семь номинаций на 66-й ежегодной церемонии вручения премии «Грэмми» и 4 февраля 2024 года победила в номинации «Лучший новый артист», а её альбом — в номинациях «Лучший R&B альбом» и «Лучшее микширование альбома, неклассического».

## Биография
Родилась 1 мая 1989 года в штате Джорджия (США), настоящее имя Victoria Monét McCants. Её мать афроамериканка, происходящая от креолов, а отец француз.

## Личная жизнь
Является бисексуалкой. 21 февраля 2021 года у Моне и её партнера Джона Гэйнса родилась дочь, которую назвали Хэйзел Моне Гэйнс.

## История
Моне написала множество песен для известных исполнителей. В 2010 году она помогала сочинять «I Hate That You Love Me» для Diddy Dirty Money и была соавтором таких песен как «Be Alright», «Let Me Love You» и «Thank U, Next» в исполнении Ariana Grande; «Memories Back Then» рэперов T.I., B.o.B и Kendrick Lamar; «Drunk Texting» певца Chris Brown; «Everlasting Love», «Them Girls Be Like», «Reflection», «We Know» и «No Way» группы Fifth Harmony; «You Wouldn’t Understand» музыканта Nas; «Sin City» — GOOD Music; «Visual Love» певицы Chrisette Michele; «Live on Tonight» от T.I.; «Do It» дуэта Chloe x Halle; «Rather Be» by Brandy; «Monopoly» певицы Ariana Grande (при участии Моне); а также соавтор песни «Ice Cream» корейской группы Blackpink и Selena Gomez.
За работу совместную с Арианой Гранде Моне была номинирована на две премии Грэмми-2020 в категориях Record of the Year за песню «7 Rings» и Album of the Year" за альбом Thank U, Next.

## Дискография
Дискография Виктории Моне включает, в том числе, следующие релизы:

### Студийные альбомы
- Jaguar II (2023)

### Мини-альбомы
- Jaguar (EP) (2020)

## Награды и номинации
| Год  | Организация              | Награда                                  | Номинированная работа                               | Результат | Ссылка |
| ---- | ------------------------ | ---------------------------------------- | --------------------------------------------------- | --------- | ------ |
| 2020 | Soul Train Music Awards  | Best New Artist                          | Herself                                             | Номинация | [ 12 ] |
| 2020 | Grammy Awards            | Album of the Year                        | Thank U, Next                                       | Номинация | [ 13 ] |
| 2020 | Grammy Awards            | Record of the Year                       | «7 Rings»                                           | Номинация | [ 13 ] |
| 2021 | Grammy Awards            | Best R&B Song                            | «Do It»                                             | Номинация | [ 14 ] |
| 2021 | GLAAD Media Awards       | Outstanding Breakthrough Music Artist    | Jaguar                                              | Номинация | [ 15 ] |
| 2022 | Give Her FlowHERS Awards | The Visionary Award                      | Herself                                             | Победа    | [ 16 ] |
| 2023 | Soul Train Music Awards  | Best R&B/Soul Female Artist              | Herself                                             | Номинация | [ 17 ] |
| 2023 | Soul Train Music Awards  | Album of the Year                        | Jaguar II                                           | Номинация | [ 17 ] |
| 2023 | Soul Train Music Awards  | Song of the Year                         | «On My Mama»                                        | Номинация | [ 17 ] |
| 2023 | Soul Train Music Awards  | The Ashford & Simpson Songwriter’s Award | «On My Mama»                                        | Номинация | [ 17 ] |
| 2023 | Soul Train Music Awards  | Best Dance Performance                   | «On My Mama»                                        | Победа    | [ 17 ] |
| 2023 | Soul Train Music Awards  | Video of the Year                        | «On My Mama»                                        | Победа    | [ 17 ] |
| 2024 | Grammy Awards            | Record of the Year                       | «On My Mama»                                        | Номинация | [ 18 ] |
| 2024 | Grammy Awards            | Best R&B Song                            | «On My Mama»                                        | Номинация | [ 18 ] |
| 2024 | Grammy Awards            | Best New Artist                          | Herself                                             | Победа    | [ 18 ] |
| 2024 | Grammy Awards            | Best R&B Performance                     | «How Does It Make You Feel»                         | Номинация | [ 18 ] |
| 2024 | Grammy Awards            | Best Traditional R&B Performance         | «Hollywood» (with Earth, Wind & Fire & Hazel Monét) | Номинация | [ 18 ] |
| 2024 | Grammy Awards            | Best R&B Album                           | Jaguar II                                           | Победа    | [ 18 ] |
| 2024 | Grammy Awards            | Best Engineered Album, Non-Classical     | Jaguar II                                           | Победа    | [ 18 ] |